# Herr der Augenringe
Herr der Augenringe (Originaltitel: Bored of the Rings) ist eine erstmals 1969 veröffentlichte Parodie auf J. R. R. Tolkiens Der Herr der Ringe. Sie wurde von den Harvard-Studenten Henry N. Beard und Douglas C. Kenney verfasst. Beide waren Mitglieder des Harvard Lampoon, einer Satire-/Humor-Gruppe der amerikanischen Harvard University. Die Übersetzerin des Herrn der Ringe, Margaret Carroux, übersetzte auch die Parodie ins Deutsche.

## Handlung
Im dritten Zeitalter von Niedermittelerde, dem sogenannten Blechzeitalter, wird einem kleinen Boggie namens Frito ein mächtiger Ring anvertraut. Er soll ihn zusammen mit seinen treuen Begleitern Spam, Mopsi, Pepsi, dem Zauberer Gutgolf, Arabikum von Arabeske, dem Elb Legolam und dem Zwerg Gimbohr in Sauerkopfs Reich Fordor bringen und ihn dort in den Zazu-Abgründen zerstören. Mit einigen Komplikationen gelingt es den Helden, die letzte Schlacht gegen Fordor zu gewinnen und den Frieden in Niedermittelerde wiederherzustellen.
Die komplette Handlung orientiert sich stark verkürzt an dem Werk von Tolkien, parodiert/überträgt jedoch das Meiste auf die Zeit der damals 1968/1969 realen Nixon-Ära, des Vietnamkriegs und der Hippie-Bewegung. Immer wieder werden bewusstseinserweiternde Drogen wie LSD, Haschisch und Pilze ins Spiel gebracht. Die Parodie erschien 1969.
Als Mitte der 1960er in den USA die – zunächst von Tolkien nicht-autorisierten – Paperback-Editionen von Herr der Ringe erschienen, wurden die Bücher – weil billiger als Hardcover – erstmals zu einem Massenphänomen und die Mittelerde-Geschichten von der damals immer größer werdenden Hippie-Kultur neu entdeckt.
Die Handlung der Parodie verknüpft den Originalroman mit den Ereignissen zur Zeit der Parodie-Entstehung (1968–1969). Wenn also ein Gemüseheer aufmarschiert, sollte man sich nicht wundern. Ebenso nicht darüber, dass Tom Bombadil im Alten Wald in der Parodie Tim Benzedrin heißt und seine Holde schlicht und einfach Haschbeere (=Goldbeere). Die beiden stehen in der Parodie komplett unter Drogen.
Die beiden Haupthelden der Parodie – Frito (=Frodo) und sein Diener Spam (=Sam) – wurden nach damals geläufigen Lebensmitteln benannt: Frito-Chips und dem Dosenfleisch Spam.
Frito erhält die Aufgabe, den von seinem Onkel Dildo Windbeutel (=Bilbo Beutlin) bei dessen früherem Abenteuer vermutlich aus einem Kaugummiautomaten in einer Ork-Höhle gezogenen Meisterring ins Land Fordor zu bringen. Lange Zeit wird er von einer Gefährtengruppe begleitet und unterstützt: Arabikum von Arabeske, auch Stapfer genannt (=Aragorn), Gimbohr (=Gimli), Legolam (=Legolas), Bromosel (=Boromir), Gutgolf (=Gandalf) sowie Fritos Boggie-Gefährten Spam (=Sam), Mopsi (=Merry) und Pepsi (=Pippin).
Die Handlung folgt sehr dicht dem Original und sprüht vor Absurditäten. Die Gefährten werden wie im Original getrennt und Frito, begleitet von seinem Diener Spam, macht sich nach Fordor auf um den Ring in die Zazu-Abgründe zu werfen, womit dieser vernichtet werden kann. Schon bald stößt ein Kriegsveteran namens Lumgol (=Gollum) zu ihnen, der den Ring lange Zeit besessen und dann verloren hatte. Am Ende wird der Ring vernichtet und Sauerkopf (=Sauron) flieht mit ein paar Überseekoffern.

### Kobenland
Das Kobenland ist die Verballhornung des Auenlandes, es ist ein schmutziger Ort voller zurückgebliebener, fresssüchtiger, pelziger Wesen, den Boggies.

### Boggies
Die Boggies sind die Bewohner des Kobenlandes und damit die Verballhornung der Hobbits. Sie werden als heimtückisch, waffenliebend und überaus verfressen beschrieben. Genauso wie die Hobbits waren sie in drei Stämme eingeteilt, die Staller, die Klumpfüße und die Hellhäuter (anstelle der Starren, der Harfüße und der Falbhäute).
Auch ist ihnen, genau wie den Hobbits, komplizierte Technologie fremd; sie beschränken sich auf eine Garotte, einen Totschläger und eine Luger-Pistole.
Die Boggies von Kobenland sind Untertanen des Hohen Königs von Rippenrost, der allerdings bei der Schlacht mit dem Schlunzenherrn von Borax fiel.

## Rezeption
Der Tolkien-Forscher David Bratman zitiert in Mythlore eine längere Passage aus dem Buch Bored of the Rings, in der Frito (als Frodo), Spam Gangree (als Sam Gamdschie) und Goddam (als Gollum) am Rande des „Schwarzen Lochs“ (eine Teergrube) drängeln, und kommentiert: „Diese Parodisten, besser gemacht, als sie wussten“. Er erklärt, dass Tolkien in seinen vielen Entwürfen sehr nahe dran war, „versehentlich die Parodieversion seines eigenen Romans zu schreiben“, obwohl es ihm am Ende gelang, dies nach Bratmans Ansicht bemerkenswert vollständig zu vermeiden.
Der Autor Mike Sacks schreibt unter Berufung auf die Eröffnungszeilen des Buches, dass das Buch die für eine Parodie seltene Auszeichnung hatte, über 40 Jahre lang ununterbrochen gedruckt zu werden, und eine der frühesten Parodien eines „modernen, beliebten Bestsellers“ war. Es hat viele Autoren der Popkultur inspiriert, darunter auch diejenigen, die an Saturday Night Live und The Onion gearbeitet haben.
Leah Schnelbach schreibt auf der Science-Fiction- und Fantasy-Seite Tor.com, dass das Buch voller „interessanter komödiantischer Gedanken ... unter all der Albernheit“ steckt. Ihrer Ansicht nach nimmt es „einen einfachen, marktfähigen Haken“ und schafft „eine schneidende Satire auf oberflächlichen Konsumismus und den guten, altmodischen amerikanischen Roadtrip“. Sie erwähnt auch die Rettung der Boggies Frito und Spam durch den Adler Gwahno (als Gwaihir). Der Adler „ist bis zur Unhöflichkeit effizient, schreit sie an, sie sollen sich anschnallen, blafft sie an, wenn nötig die Kotzbeutel zu benutzen, und beschwert sich darüber, dass sie hinter dem Zeitplan zurückbleiben: Er ist die Zusammenfassung von allem, was mit Flugreisen nicht stimmt.“ Schnelbach schreibt, dass sie nach einer pikaresken Reise durch den amerikanischen Kitsch „fest im wütenden Jet-Zeitalter enden, bei dem es um Effizienz um jeden Preis geht“. Und so wird diese lächerliche Parodie zu einem Kommentar zu den Gefahren der Moderne, genau wie „Der Herr der Ringe“ selbst.

## Übersetzungen
Die deutsche Übersetzung durch Margaret Carroux erschien 1983. Die Übersetzerin hatte zwischen 1969 und 1970 auch den Originalroman ins Deutsche übersetzt.
Weitere Übersetzungen des englischen Originals erschienen auf Finnisch (Loru sorbusten herrasta, 1983), Französisch (Lord of the Ringards, 2002), Italienisch (Il signore dei tranelli, 2002), Schwedisch (Härsken på ringen, 2004) und Portugiesisch (O Fedor dos Anéis, 2004).